# Juan Manuel Azuara
Juan Manuel Azuara González (* 20. Oktober 1957 in Ciudad Valles, San Luis Postosí) ist ein ehemaliger mexikanischer Fußballspieler auf der Position eines Stürmers.

## Leben
Azuara begann seine Laufbahn beim CF Monterrey und stieß über den Umweg Atlético Potosino 1978 zu den UANL Tigres, dem Erzrivalen des Club Monterrey. Bei den Tigres erlebte Azuara seine erfolgreichsten Jahre als Fußballspieler und schaffte dort auch den Sprung in die mexikanische Fußballnationalmannschaft. In der Saison 1979/80 erzielte er 24 Treffer für die Tigres und in der darauffolgenden Saison 1980/81 war er immerhin auch noch 14 Mal erfolgreich. In der Saison 1981/82 erzielte er zwar nur sechs Tore, feierte aber den größten Erfolg seiner Laufbahn mit dem Gewinn der mexikanischen Fußballmeisterschaft. Die Saison 1982/83 verbrachte er beim Tampico-Madero FC und ein Jahr später wechselte er zu Atlético Morelia, bei denen er seine aktive Laufbahn beendete.